# Gymnastique artistique aux Jeux olympiques d'été de 2024 - concours général par équipes femmes
Cet article traite de l'épreuve féminine. Pour la compétition masculine, voir Gymnastique artistique aux Jeux olympiques d'été de 2024 - concours général par équipes hommes.
Pour un article plus général, voir Gymnastique aux Jeux olympiques d'été de 2024.
Navigation
Tokyo 2020 Los Angeles 2028
Le concours général féminin par équipes en gymnastique artistique aux Jeux olympiques d'été de 2024 à Paris en France se déroule les 28 et 30 juillet 2024 au Palais omnisports de Paris-Bercy.

## Médaillées
| Or                                                                                | Argent                                                                                  | Bronze                                                                                   |
| États-Unis- Simone Biles - Jade Carey - Jordan Chiles - Sunisa Lee - Hezly Rivera | Italie- Angela Andreoli - Alice D'Amato - Manila Esposito - Elisa Iorio - Giorgia Villa | Brésil- Rebeca Andrade - Jade Barbosa - Lorrane Oliveira - Flávia Saraiva - Júlia Soares |

## Programme
| Date                | Horaire | Manche         |
| ------------------- | ------- | -------------- |
| Dimanche 28 juillet | 09 h 30 | Qualifications |
| Mardi 30 juillet    | 18 h 15 | Finale         |

## Résultats détaillés
| Rang                                | Équipe             | Saut   | Barres asymétriques | Poutre | Sol    | Total   |
| ----------------------------------- | ------------------ | ------ | ------------------- | ------ | ------ | ------- |
| Médaille d'or, Jeux olympiques      | États-Unis         | 44,100 | 43,332              | 41,699 | 42,165 | 171,296 |
| Médaille d'or, Jeux olympiques      | Simone Biles       | 14,900 | 14,400              | 14,366 | 14,666 |         |
| Médaille d'or, Jeux olympiques      | Jade Carey         | 14,800 |                     |        |        |         |
| Médaille d'or, Jeux olympiques      | Jordan Chiles      | 14,400 | 14,366              | 12,733 | 13,966 |         |
| Médaille d'or, Jeux olympiques      | Sunisa Lee         |        | 14,566              | 14,600 | 13,533 |         |
| Médaille d'or, Jeux olympiques      | Hezly Rivera       |        |                     |        |        |         |
|                                     |                    |        |                     |        |        |         |
| Médaille d'argent, Jeux olympiques  | Italie             | 41,665 | 42,665              | 41,199 | 39,965 | 165,494 |
| Médaille d'argent, Jeux olympiques  | Angela Andreoli    | 13,566 |                     | 13,300 | 12,833 |         |
| Médaille d'argent, Jeux olympiques  | Alice D'Amato      | 13,933 | 14,633              | 13,933 | 13,466 |         |
| Médaille d'argent, Jeux olympiques  | Manila Esposito    | 14,166 |                     | 13,966 | 12,666 |         |
| Médaille d'argent, Jeux olympiques  | Elisa Iorio        |        | 14,266              |        |        |         |
| Médaille d'argent, Jeux olympiques  | Giorgia Villa      |        | 13,766              |        |        |         |
|                                     |                    |        |                     |        |        |         |
| Médaille de bronze, Jeux olympiques | Brésil             | 42,366 | 41,199              | 39,966 | 40,966 | 164,497 |
| Médaille de bronze, Jeux olympiques | Rebeca Andrade     | 15,100 | 14,533              | 14,133 | 14,200 |         |
| Médaille de bronze, Jeux olympiques | Jade Barbosa       | 13,366 |                     |        |        |         |
| Médaille de bronze, Jeux olympiques | Lorrane Oliveira   |        | 13,000              |        |        |         |
| Médaille de bronze, Jeux olympiques | Flávia Saraiva     | 13,900 | 13,666              | 13,433 | 13,533 |         |
| Médaille de bronze, Jeux olympiques | Júlia Soares       |        |                     | 12,400 | 13,233 |         |
|                                     |                    |        |                     |        |        |         |
| 4                                   | Grande-Bretagne    | 41,732 | 42,233              | 40,099 | 40,199 | 164,263 |
| 4                                   | Rebecca Downie     |        | 14,933              | 12,933 |        |         |
| 4                                   | Ruby Evans         | 13,966 |                     |        | 13,100 |         |
| 4                                   | Georgia-Mae Fenton | 13,800 | 14,000              | 13,566 |        |         |
| 4                                   | Alice Kinsella     | 13,966 | 13,300              | 13,600 | 13,633 |         |
| 4                                   | Abigail Martin     |        |                     |        | 13,466 |         |
|                                     |                    |        |                     |        |        |         |
| 5                                   | Canada             | 41,866 | 39,800              | 41,433 | 39,333 | 162,432 |
| 5                                   | Ellie Black        | 14,166 | 12,800              | 14,300 | 13,633 |         |
| 5                                   | Cassie Lee         |        |                     | 13,333 | 12,600 |         |
| 5                                   | Shallon Olsen      | 14,400 |                     |        |        |         |
| 5                                   | Ava Stewart        | 13,300 | 13,500              | 13,800 |        |         |
| 5                                   | Aurélie Tran       |        | 13,500              |        | 13,100 |         |
|                                     |                    |        |                     |        |        |         |
| 6                                   | Chine              | 39,999 | 42,666              | 40,800 | 38,666 | 162,131 |
| 6                                   | Luo Huan           | 13,166 | 13,933              | 13,900 |        |         |
| 6                                   | Ou Yushan          |        |                     |        | 12,733 |         |
| 6                                   | Qiu Qiyuan         | 13,133 | 14,300              | 14,600 |        |         |
| 6                                   | Zhang Yihan        | 13,700 | 14,433              |        | 12,733 |         |
| 6                                   | Zhou Yaqin         |        |                     | 12,300 | 13,200 |         |
|                                     |                    |        |                     |        |        |         |
| 7                                   | Roumanie           | 40,999 | 38,899              | 39,000 | 40,599 | 159,497 |
| 7                                   | Ana Bărbosu        | 13,933 | 12,433              | 12,700 | 13,566 |         |
| 7                                   | Lilia Cosman       | 13,433 | 13,133              |        |        |         |
| 7                                   | Amalia Ghigoarță   |        | 13,333              | 12,500 | 13,133 |         |
| 7                                   | Sabrina Voinea     | 13,633 |                     | 13,800 | 13,900 |         |
| 7                                   | Andreea Preda      |        |                     |        |        |         |
|                                     |                    |        |                     |        |        |         |
| 8                                   | Japon              | 40,765 | 39,133              | 39,966 | 39,599 | 159,463 |
| 8                                   | Rina Kishi         | 13,966 | 13,600              | 13,466 | 13,433 |         |
| 8                                   | Haruka Nakamura    | 12,966 | 12,433              | 12,800 | 13,233 |         |
| 8                                   | Mana Okamura       |        | 13,100              | 13,700 | 12,933 |         |
| 8                                   | Kohane Ushioku     | 13,833 |                     |        |        |         |